# Pasirkaliki (Rawamerta)
Pasirkaliki is een bestuurslaag in het regentschap Karawang van de provincie West-Java, Indonesië. Pasirkaliki telt 4516 inwoners (volkstelling 2010).